# Aleksiej Jelizawietin
Aleksiej Iwanowicz Jelizawietin (ros. Алексей Иванович Елизаветин, ur. 6 marca 1915 we wsi Komlewo w guberni moskiewskiej, zm. 8 grudnia 2001) – radziecki polityk i dyplomata.

## Życiorys
Od 1929 uczeń ślusarza, później ślusarz w fabrykach lotniczych, od 1939 członek WKP(b). 1945-1947 sekretarz Komitetu Miejskiego WKP(b) w Kujbyszewie, 1950 I sekretarz Lenińskiego Komitetu Rejonowego WKP(b) w Kujbyszewie, 1951-1954 I sekretarz Komitetu Miejskiego WKP(b)/KPZR w Stawropolu/Togliatti, 1954-1956 słuchacz Wyższej Szkoły Dyplomatycznej Ministerstwa Spraw Zagranicznych ZSRR. 1956-1957 konsul generalny w Shenyangu (Chiny), 1957-1960 konsul generalny ZSRR w Szanghaju, 1961-1964 radca Ambasady ZSRR w Chinach, 1964-1968 zastępca kierownika Wydziału 1 Dalekowschodniego MSZ ZSRR. 1968-1971 radca-poseł Ambasady ZSRR w Chinach, tymczasowy chargé d’affaires ZSRR w Chinach, od 28 maja 1971 do 1 stycznia 1977 ambasador nadzwyczajny i pełnomocny ZSRR w Birmie, od 4 czerwca 1973 do 27 grudnia 1976 ambasador nadzwyczajny i pełnomocny ZSRR w Wietnamie Południowym, 1977-1980 przewodniczący Delegacji ZSRR i mieszanej radziecko-mongolskiej komisji ds. demarkacji granicy radziecko-mongolskiej.